# Monte Albillo
El monte Albillos es una elevación del terreno del norte de la península ibérica. Se encuentra en la provincia de Burgos.

## Descripción
El monte está situado en la provincia española de Burgos, en las inmediaciones de las localidades de Frías, Tobera, Villanueva de los Montes y Quintanaseca. Aparece descrito en el primer volumen del Diccionario geográfico-estadístico-histórico de España y sus posesiones de Ultramar de Pascual Madoz con las siguientes palabras:

ALBILLOS: monte en la prov. de Búrgos, part. jud. de Bribiesca: sit. á 1/2 leg. O. de la c. de Frias; su suelo es una piedra que no permite se crien árboles de la menor utilidad, estando únicamente poblado de bojes y carrascos muy bajos y otras malezas; hay trozos que se hallan enteramente pelados, efecto de su terreno árido y de mala calidad. Confina con el v. de Villanueva de los Montes y los barrios de Tovera y Quintanaseca, y se estiende en su circunferencia 2 leg. poco mas ó menos.
(Madoz, 1845, p. 326)